# Dalija Safirowa
Dalija Kirilowa Safirowa (bulgarisch Далия Кирилова Зафирова, engl. Transkription Dalia Kirilova Zafirova; * 2. April 1991 in Sofia) ist eine ehemalige bulgarische Tennisspielerin.

## Karriere
Safirowa begann im Alter von sieben Jahren mit dem Tennis.
Sie gewann während ihrer Karriere zwei Einzel- und acht Doppeltitel des ITF Women’s Circuits.
Für die bulgarische Fed-Cup-Mannschaft wurde sie einmal nominiert, hat aber kein Spiel bestritten.

## Turniersiege

### Einzel
| Nr. | Datum             | Turnier   | Kategorie   | Belag | Finalgegnerin     | Ergebnis  |
| --- | ----------------- | --------- | ----------- | ----- | ----------------- | --------- |
| 1.  | Juli 2009         | Prokuplje | ITF $10.000 | Sand  | Aleksandra Krunić | 6:3, 7:63 |
| 2.  | 1. September 2012 | Belgrad   | ITF $10.000 | Sand  | Lucia Butkovská   | 6:2, 6:0  |

### Doppel
| Nr. | Datum           | Turnier   | Kategorie   | Belag | Partnerin          | Finalgegnerinnen                      | Ergebnis         |
| --- | --------------- | --------- | ----------- | ----- | ------------------ | ------------------------------------- | ---------------- |
| 1.  | April 2010      | Antalya   | ITF $10.000 | Sand  | Mihaela Buzărnescu | Veronika Chvojková Martina Kubičíková | 7:61, 7:5        |
| 2.  | April 2010      | Šibenik   | ITF $10.000 | Sand  | Alexandra Cadanțu  | Maria Abramović Mădălina Gojnea       | 6:2, 6:3         |
| 3.  | Oktober 2011    | Pirot     | ITF $10.000 | Sand  | Csilia Argyelán    | Jelena Lazarević Ana Mihaela Vlăduțu  | 6:2, 6:2         |
| 4.  | Juni 2012       | Köln      | ITF $10.000 | Sand  | Julia Mayr         | Nathália Rossi Carolina Zeballos      | 6:1, 6:1         |
| 5.  | Juli 2012       | Prokuplje | ITF $10.000 | Sand  | Lina Gjorcheska    | Hülya Esen Lütfiye Esen               | 6:3, 6:2         |
| 6.  | 6. Juli 2013    | Prokuplje | ITF $10.000 | Sand  | Lina Gjorcheska    | Wiktorija Tomowa Viktorija Rojicic    | 6:3, 6:0         |
| 7.  | 17. August 2013 | Brčko     | ITF $10.000 | Sand  | Lina Gjorcheska    | Katarina Jokić Nikolina Jović         | 7:5, 6:1         |
| 8.  | 5. Oktober 2013 | Albena    | ITF $10.000 | Sand  | Eva Wacanno        | Lina Gjorcheska Camelia Hristea       | 4:6, 6:2, [10:8] |